# Stéphane Freiss
Stéphane Freiss (París, 22 de novembre de 1960) és un actor francès.

### Formació
Criat a la regió de París, Stéphane Freiss va començar a estudiar història i anglès a la Universitat París-Nanterre, que va abandonar per formar-se com a actor al curs Yves Pignot. El 1985 va obtenir el seu diploma al Conservatoire national supérieur d'art dramatique després es va convertir en resident de la Comédie-Française.

### Carrera
Després d'una primera pel·lícula al costat d'Emmanuelle Béart, Premiers désirs, sota la direcció d'Agnès Varda i Pierre Jolivet. Va destacar l'any 1987 a Chouans! de Philippe de Broca, que va ser un gran èxit i pel qual va guanyar el César al millor actor revelació l'any 1989. Va aterrar el paper secundari a La puta del rei amb Timothy Dalton el 1990 després va passar a les comèdies i els drames.
Als anys 2000, va alternar el cinema, les telefilms i el teatre, fet que li va valer un premi a la Nuit des Molières. També va prestar la seva veu a la lectura d'alguns textos literaris, en particular a les obres poètiques d'Andrée Chedid.
L'any 2015, va ser president del jurat del Festival de Cinema Rus d'Honfleur.

### Vida privada
Comparteix la seva vida amb Ursula des del 1993. Tenen tres fills, Camille (coneguda com Liv) nascuda el 1996, Ruben nascut el 1998 i Bianca nascuda el 2007. La parella es va separar oficialment el 2022.
Des de 2024 té una relació amb Delphine Horvilleur.

## Filmografia

### Director
- 2022 : Tu choisiras la vie (Alla vita)

### Actor de cinema
- 1983 : Premiers Désirs de David Hamilton : Raoul
- 1984 : Les parents ne sont pas simples cette année de Marcel Jullian : Laurent
- 1985 : Sans toit ni loi d'Agnès Varda : Jean Pierre, enginyer agrònom
- 1986 : Le Complexe du kangourou de Pierre Jolivet : Bob
- 1989 : Chouans ! de Philippe de Broca : Aurèle
- 1989 : Les Bois noirs de Jacques Deray : Bastien
- 1990 : Les Mille et Une Nuits de Philippe de Broca : Aladin
- 1990 : La puta del rei d'Axel Corti : El Comte di Verua
- 1990 : La Tribu d'Yves Boisset : Olivier

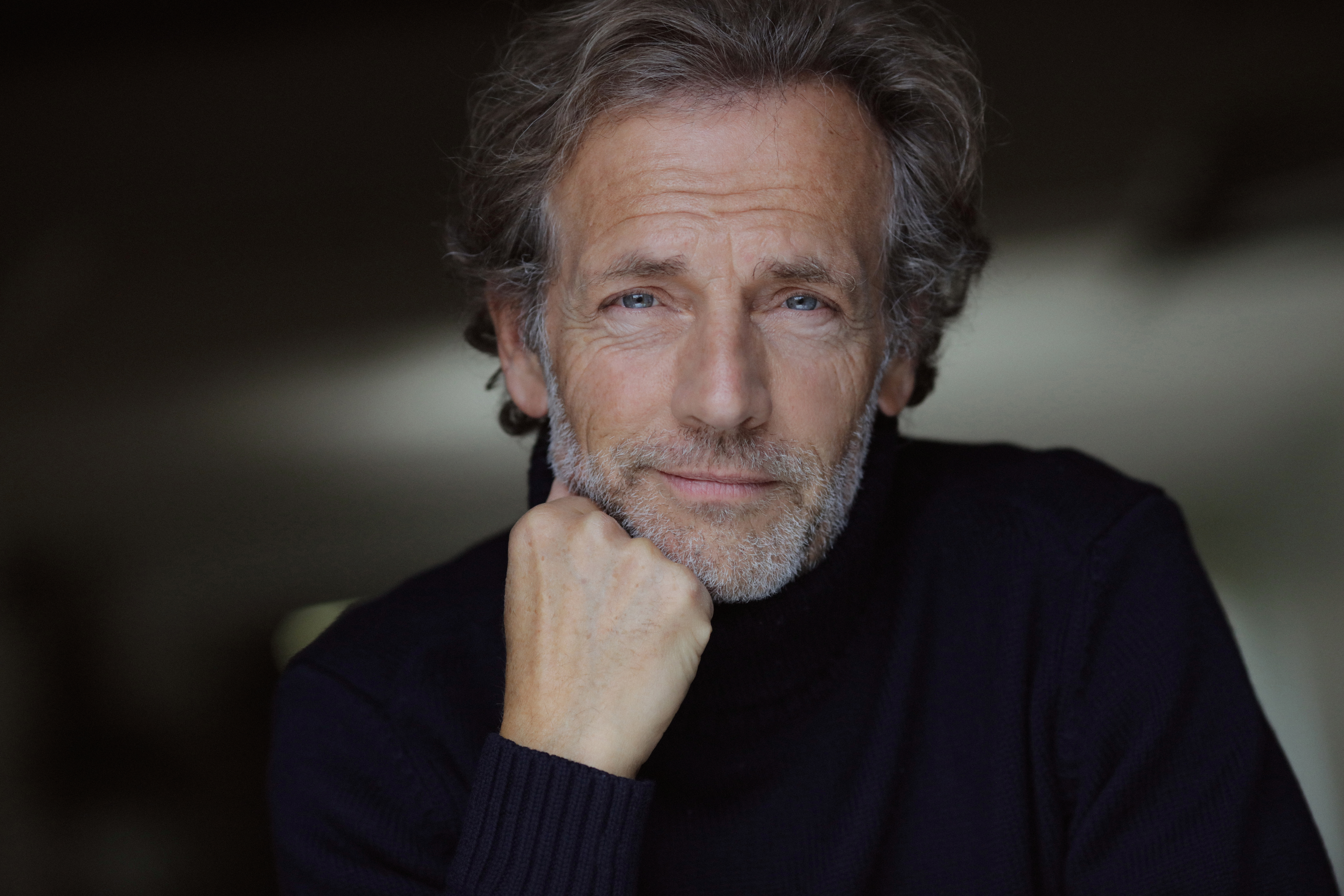
Stéphane Freiss, 2018.

- 1997 : Comme des rois de François Velle : Edek
- 1997 : Ça reste entre nous de Martin Lamotte : J.P.
- 1998 : The Misadventures of Margaret de Brian Skeet : El filòsof
- 1998 : Les Collègues de Philippe Dajoux : L'arbitre
- 1999 : Tra due mondi de Fabio Conversi : Loyola
- 2000 : Sulla spiaggia e di là dal molo de Giovanni Fago : Guido
- 2001 : Betty Fisher et autres histoires de Claude Miller : Edouard
- 2001 : La Grande Vie ! de Philippe Dajoux : Monsieur Philippe
- 2002 : Monsieur N. d'Antoine de Caunes : Gen. Montholon
- 2003 : Crime Spree de Brad Mirman : Julien Labesse
- 2003 : 5×2 de François Ozon : Gilles
- 2004 : Le Grand Rôle de Steve Suissa : Maurice Kurtz

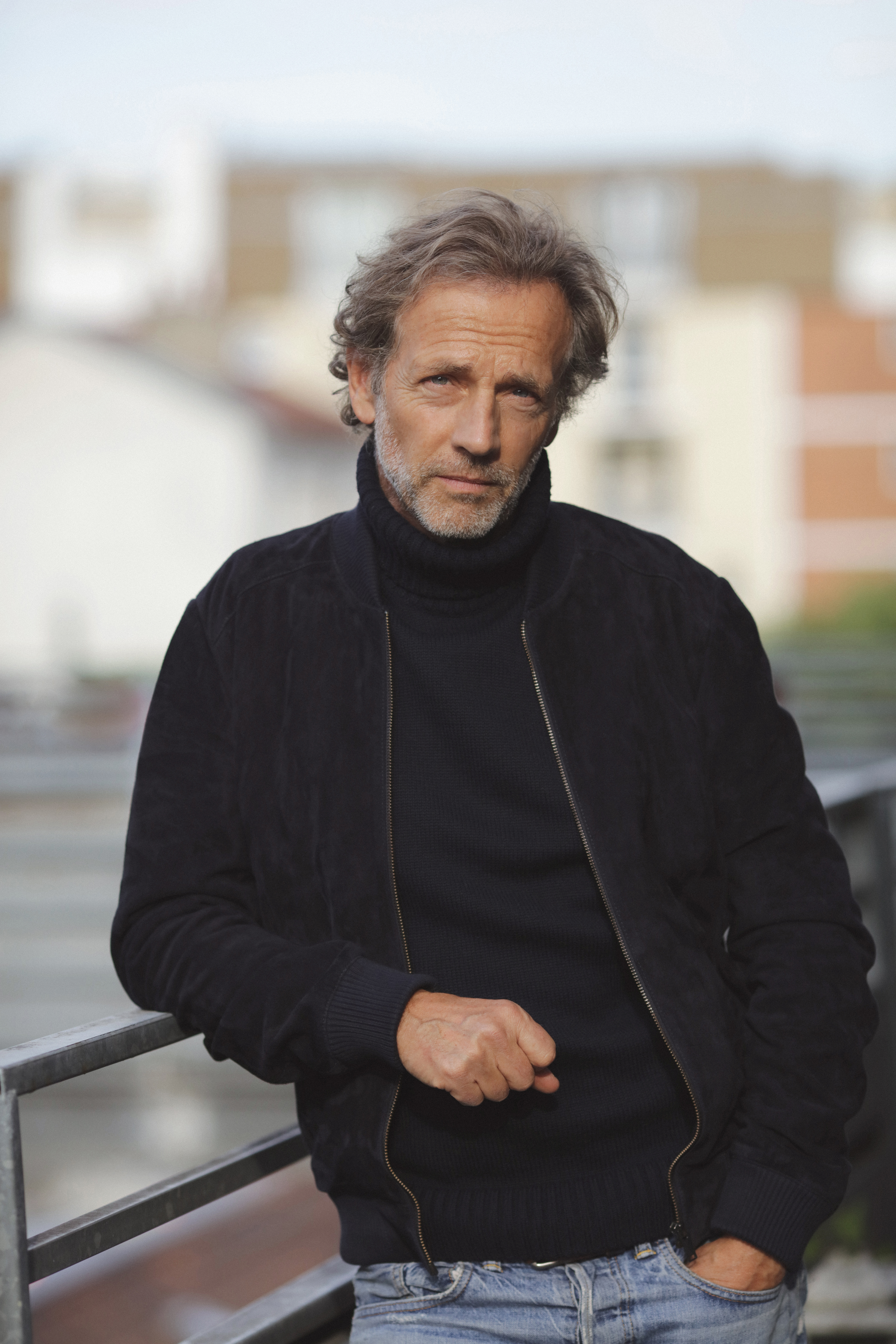
Stéphane Freiss, novembre 2018.

- 2006 : Je m'appelle Élisabeth de Jean-Pierre Améris : Régis
- 2006 : Munich de Steven Spielberg : Un reporter francès a Munic
- 2007 : Un château en Espagne d'Isabelle Doval : Pierre Henri
- 2007 : Un certain regard (curtmetratge) de Géraldine Maillet : L'home
- 2008 : Benvinguts al Nord de Dany Boon : Jean Sabrier
- 2008 : Ça se soigne ? de Laurent Chouchan : Fred
- 2008 : Les Dents de la nuit de Stephen Cafiero & Vincent Lobelle : Gonzague St Plécy de Barrencouille, el dandi
- 2009 : Trésor de Claude Berri i François Dupeyron : Fabrice
- 2009 : Une dernière cigarette (curtmetratge) de Géraldine Maillet : Stéphane
- 2010 : Més enllà de la vida de Clint Eastwood : Guillaume Belcher
- 2011 : It Is Miracul'house (curtmetratge) de Stéphane Freiss :ell mateix
- 2013 : Une autre vie d'Emmanuel Mouret : Paul
- 2014 : My Old Lady d'Israël Horovitz : François Roy
- 2016 : Le confessioni de Roberto Andò : ministre francès
- 2020 : La musique des oiseaux (curtmetratge) d'Isabelle Prim : Simeon Pease Cheney

### Actor de televisió
- 1983 : Vichy dancing de Léonard Keigel (telefilm) : François
- 1985 : Vincente, telefilm de Bernard Toublanc-Michel
- 1985 : Emmenez-moi au théâtre : La Robe mauve de Valentine de Marcel Mithois (telefilm) : Serge
- 1985 : Tender is the night de Robert Knights (sèrie de televisió) : Sgt. di Ville
- 1987 : Cinéma 16 - telefilm : Le Loufiat de Michel Boisrond (sèrie de televisió) : Gérard
- 1988 : M'as-tu-vu ? d'Éric Le Hung (sèrie de televisió) : Stag
- 1989 : Les Jupons de la Révolution de Vincent de Brus (sèrie de televisió) : Talleyrand
- 1990 : Les Cadavres exquis de Patricia Highsmith (Chillers) de Maurice Dugowson (sèrie de televisió) : Harry
- 1992 : Les Époux ripoux de Carol Wiseman (telefilm) : Nick
- 1992 : Una vita in gioco 2 de Giuseppe Bertolucci (telefilm)
- 1992 : Haute Tension, episodi Les Mauvais Instincts dirigida per Alain Tasma (sèrie de televisió) : Stéphane
- 1993 : Un otage de trop de Philippe Galland (telefilm) : Julien Tramont
- 1994 : L'Aquila della notte de Cinzia TH Torrini (telefilm) : Daniel
- 1995 : Farinet, héros et hors-la-loi d'Yvan Butler (telefilm) : Samuel Farinet
- 1995 : L'Amour en prime de Patrick Volson (telefilm) : Richard Leroy/Franck Courage
- 1995 : Ce que savait Maisie d'Édouard Molinaro (telefilm) : El baró Claude
- 1996 : La Dernière Fête de Pierre Granier-Deferre (telefilm) : Staint-Aulin
- 1996 : Pêcheur d'Islande de Daniel Vigne (telefilm) : Pierre Loti
- 1997 : La Mère de nos enfants de Jean-Louis Lorenzi (telefilm) : Stéphane
- 1997 : Tous sur orbite ! (telefilm) : Veu en off
- 1997 : Deserto di fuoco d'Enzo G. Castellari (sèrie de televisió) : Jacquot
- 1998 : Clarissa de Jacques Deray (telefilm) : Léonard
- 1998 : Une leçon d'amour d'Alain Tasma (telefilm) : Marc
- 1998 : La Dernière des romantiques de Joyce Buñuel (telefilm) : Bruno
- 2002 : Si j'étais lui de Philippe Triboit (telefilm) : Léo
- 2003 : Je hais les enfants de Lorenzo Gabriele (telefilm) : Bruno
- 2005 : Des jours et des nuits de Thierry Chabert (telefilm) : Richard Deligny
- 2005 : Petit Homme de Benoît d'Aubert (telefilm) : Vincent
- 2006 : Les Aventuriers des mers du Sud de Daniel Vigne (telefilm) : Robert-Louis Stevenson
- 2006 : Je hais les parents de Didier Bivel (telefilm) : Bruno
- 2006 : Les Innocents de Denis Malleval (telefilm) : Jean Paul Brassier
- 2006 : Je hais les vacances de Stéphane Clavier (telefilm) : Bruno
- 2006 : Sécurité intérieure de Patrick Grandperret (sèrie de televisió) : Le Commandant Simon Foucault
- 2007 : Autopsy de Jérôme Anger (telefilm) : Eric Mercadier
- 2008 : De Sang et d'encre de Charlotte Brändström (telefilm) : Capitaine Marc Simon
- 2008 : Papillon noir de Christian Faure (telefilm) : Richard
- 2009 : Beauté fatale de Claude-Michel Rome (telefilm) : Christophe Grant
- 2010 : Camus de Laurent Jaoui (telefilm) : Albert Camus
- 2010 - 2014 : La Loi selon Bartoli de Laurence Katrian (sèrie de televisió, 3 episodis) : El jutge Bartoli
- 2013 : Myster Mocky présente, episodi Trop froide de Jean-Pierre Mocky
- 2013 : Profilage (sèrie de televisió) (temporada 4, episodis 11 i 12) : El prefecte Franck Carmin
- 2014 : Ça va passer... Mais quand ? de Stéphane Kappes (telefilm) : Patrick
- 2014 : Profilage (sèrie de televisió) (temporada 5, episodi 1) : El prefecte Franck Carmin
- 2014 : Jusqu'au dernier (minisèrie) de François Velle : Marc
- 2015 : Scènes de ménages, enfin ils sortent ! : El cosí de Liliane
- 2015 : Les Blessures de l'île d'Edwin Baily (telefilm) : Gregor Gourvennec
- 2015 : Meurtres à Collioure de Bruno Garcia (telefilm) : Pascal Loubet
- 2016 : Le Secret d'Élise d'Alexandre Laurent (minisèrie)
- 2017 : Nina (sèrie de televisió) (temporada 3, episodi 9) : Dr Richard Lacombe
- 2018 : Les Disparus de Valenciennes d'Elsa Bennett et Hyppolyte Dard : Yann Tortois
- 2018 : Questo nostro amore 80 (série tv italienne) (temporada 3): Ettore
- 2018 : Noces rouges, minisèrie réalisée par Marwen Abdallah : Étienne
- 2019 : Le crime lui va si bien (pilot) de Stéphane Kappes : Edouard Perret
- 2019 : Prière d'enquêter de Laurence Katrian : Abbé Louis
- 2020 : Dix pour cent, temporada 4 : Igor de Serisy
- 2022 : Meurtres à Pont-Aven de Stéphane Kappes : Sébastien Darosa
- 2022 : Le Village des endormis de Philippe Dajoux : Damien
- 2022 : Lame de fond de Bruno Garcia : Hervé
- 2023 : Mémoires à vif de Julie Gali : Cédric Bonfanti

## Teatre
- 1982 : La Ronde d'Arthur Schnitzler, posada en escena Yves Pignot
- 1983 : Les Caprices de Marianne d'Alfred de Musset, posada en escena Pierre Vielhescaze
- 1984 : L'École des femmes de Molière, posada en escena Jean Davy
- 1984 : Marx et Coca cola, posada en escena Yves Pignot, Petit Montparnasse
- 1985 : L'Illusion comique de Corneille, posada en escena Giorgio Strehler, théâtre de l'Odéon
- 1986 : Le Songe d'une nuit d'été de William Shakespeare, posada en escena Jorge Lavelli, Comédie-Française
- 1987 : La Ronde d'Arthur Schnitzler, posada en escena Alfredo Arias, Comédie-Française au théâtre de l'Odéon
- 1990 : L'Aiglon d'Edmond Rostand, posada en escena Jean-Luc Tardieu, Château de Montgeoffroy, Festival d'Anjou
- 1992 : C'était bien de James Saunders, posada en escena Stéphan Meldegg, théâtre La Bruyère
- 1993 : Passions secrètes de Jacques-Pierre Amette, posada en escena Patrice Kerbrat, théâtre Montparnasse
- 1994 : Les Libertins posada en escena Roger Planchon, TNP Villeurbanne, théâtre national de Chaillot
- 1998 : Variations énigmatiques d'Éric-Emmanuel Schmitt, posada en escena Bernard Murat, amb Alain Delon, théâtre de Paris
- 2000 : Trois versions de la vie de Yasmina Reza, posada en escena Patrice Kerbrat, théâtre Antoine
- 2001 : La Jalousie de Sacha Guitry, posada en escena Bernard Murat, théâtre Édouard VII
- 2004 : Brooklyn Boy de Donald Margulies, posada en escena Michel Fagadau, Comédie des Champs-Élysées
- 2008 : Détails de Lars Norén, posada en escena Jean-Louis Martinelli, théâtre Nanterre-Amandiers
- 2009 : Je t'ai épousée par allégresse de Natalia Ginzburg, posada en escena Marie-Louise Bischofberger, théâtre de la Madeleine
- 2010 : Une comédie romantique de Gérald Sibleyras, posada en escena Christophe Lidon, théâtre Montparnasse
- 2017 : Un animal de compagnie de et posada en escena Francis Veber, théâtre des Nouveautés
- 2018 : Le Fils de Florian Zeller, mis en scène par Ladislas Chollat, Comédie des Champs-Élysées
- 2019-2020 : La Promesse de l'aube de Romain Gary, lectura, posada en escena per Stéphane Freiss, théâtre de l'Atelier, théâtre de Poche-Montparnasse
- 2024 : Le Cercle des poètes disparus de Tom Schulman, posada en escena Olivier Solivérès, théâtre Antoine

## Distincions
Premis
- César 1989 : César al millor actor revelació per Chouans !
- Molières 1992 : Molière de la revelació teatral masculina de l'any per C'était bien de James Saunders

Nominacions
- Molières 2005: Molière de l'actor per Brooklyn Boy